# Argyrochosma pallens
Argyrochosma pallens är en kantbräkenväxtart som först beskrevs av Charles Alfred Weatherby, och fick sitt nu gällande namn av Michael D. Windham. Argyrochosma pallens ingår i släktet Argyrochosma och familjen Pteridaceae. Inga underarter finns listade.